# Antonia Iacobescu
Antonia Clara Iacobescu (Bucarest, 12 d'abril 1989), coneguda artísticament com a Antonia, és una cantant romanesa, intèrpret i model.
Des dels cinc anys Antonia va viure i créixer a Utah primer i després a la ciutat de Las Vegas (Nevada), on va acabar estudis secundaris i es va incorporar al món de la moda. Ha treballat per agències americanes com Lenz i Ford Models. De retorn a Romania als 18 anys amb la seva família, va començar la seva carrera musical amb el productor Tom Boxer. El seu segon single "Morena" fou la "la cançó romanesa del moment" el febrer 2010. Va llençar la seva línia de roba pròpia MOJA el 2013. És divorciada i té una filla (Maya Rosaria Castellano, 2010) del seu primer marit, i un fill (Dominic Velea, 2014) del seu segon matrimoni. L'abril de 2015, Antonia va llençar el seu primer àlbum d'estudi "This is Antonia".

## Discografia
| Cançó                                            | Any  | BUL |
| ------------------------------------------------ | ---- | --- |
| "Roses on fire" (feat. Pink Room)                | 2009 | -   |
| "Morena" (feat. Tom Boxer)                       | 2010 | 13  |
| "Shake it Mamma"                                 | 2011 | -   |
| "Marionette"                                     | 2011 | -   |
| "Santa Baby"                                     | 2011 | -   |
| "Christmas song"                                 | 2011 | -   |
| "Pleacă" (feat. Vunk)                            | 2011 | -   |
| "I got you"                                      | 2012 | -   |
| "Jameia"                                         | 2012 | 23  |
| "Marabou"                                        | 2013 | 1   |
| "Hawaii"                                         | 2013 | -   |
| "Hurricane" (feat. Puya)                         | 2013 | 8   |
| "Întoarce-te acasă" (feat. Holograf)             | 2014 | -   |
| "Wild horses" (feat. Jay Sean)                   | 2014 | -   |
| "Fie Ce-o Fi" (feat. Inna, Dara i Carlas Somnis) | 2014 | -   |
| "Chica Loca"                                     | 2015 | -   |
| This is Antonia (àlbum)                          | 2015 |     |